# Torre de la Caritat
La Torre de la Caritat és un xalet noucentista al nucli de la Garriga (el Vallès Oriental) protegit com a Bé Cultural d'Interès Local. Conjunt integrat per un cos central i dos de laterals. El cos central consta de planta baixa, pis i golfes, mentre que els cossos laterals consten de planta baixa i pis. La casa està assentada damunt un sòcol de maçoneria concertada. La coberta és a quatre vessants. Sota el ràfec de coberta hi ha una sanefa amb esgrafiats geomètrics i florals. Les obertures de la façana que s'aixeca davant la Ronda del Carril són rectangulars. A la façana del carrer Ametlla hi ha una finestra de grans dimensions protegida per un reixat de ferro fuetejat. L'any 1941 l'arquitecte Eusebi Bona dirigí una reforma de la casa.